# بنجامين هوف
بنجامين هوف (بالإنجليزية: Benjamin Hoff)‏ هو كاتب وملحن ومصور وصحفي أمريكي، ولد في 1946 في أوريغون في الولايات المتحدة.

## وصلات خارجية
- الموقع الرسمي